# Lycée Henri-Bergson (Paris)

## Localização
O liceu Henri-Bergson, 27 rue Édouard-Pailleron, é um liceu de ensino geral do 19º distrito de Paris.
Encontra-se em frente à piscina Pailleron, e entre o colégio Édouard-Pailleron e o liceu Jacquart, próximo ao parque dos Buttes-Chaumont.

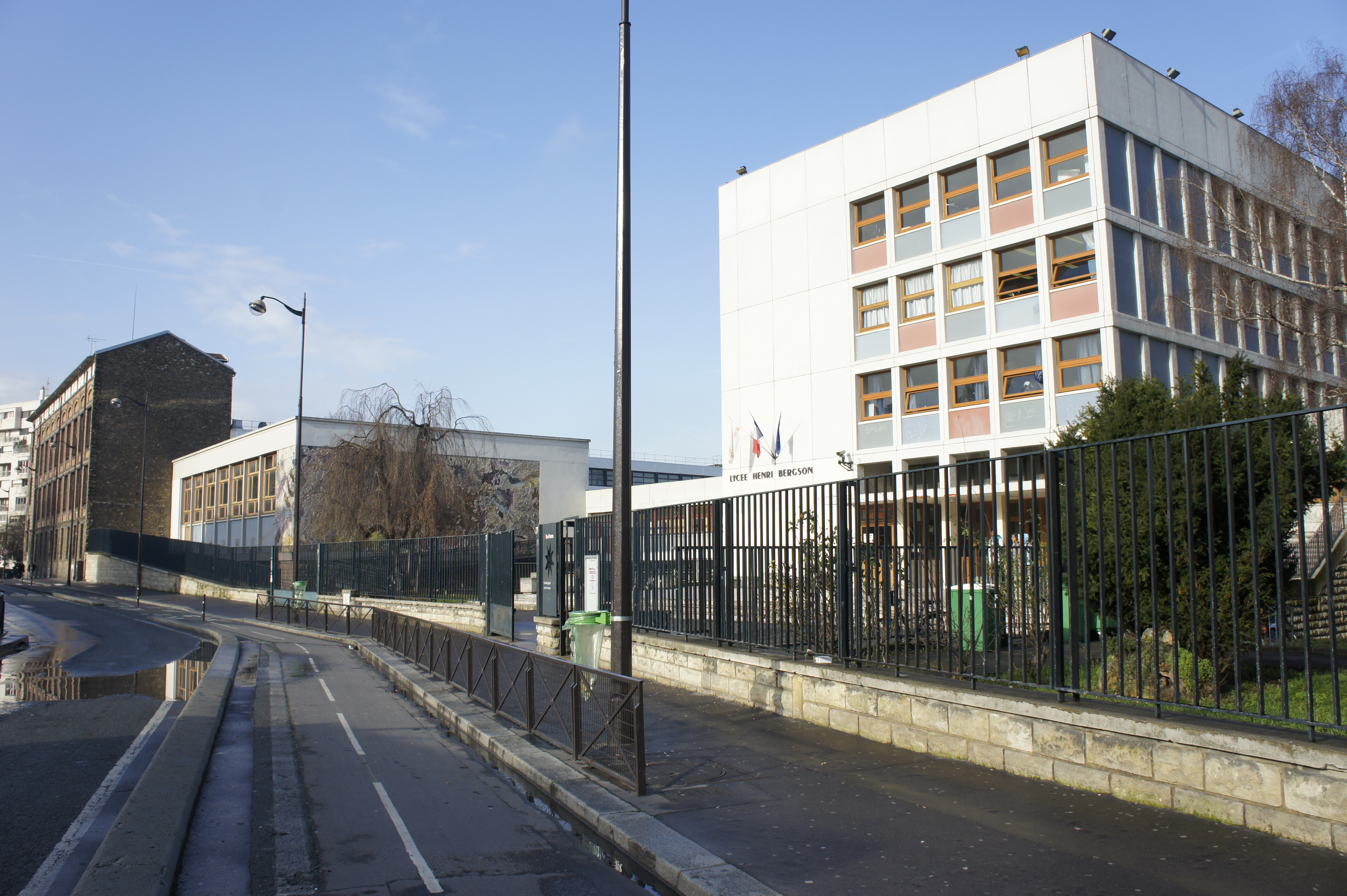

É um prédio de seis andares que possui cinco ginásios e dois pátios de recreação. A entrada do liceu é feita pelo terceiro andar. É um complexo educativo com quase 2000 alunos, com classes que vão da 5ª série do ensino fundamental ao 3º ano do ensino médio.

## Histórico
O liceu Henri-Bergson (nomeado em homenagem ao filósofo Henri Bergson foi em sua abertura em 1962 o primeiro liceu coeducacional parisiense. Desde sua criação, o liceu acolheu alunos do lycée Turgot.
Inicialmente nomeado « liceu da rua Pailleron » ele tomou o nome de liceu Henri Bergson em 1967.

## Particularidade
O liceu Henri Bergson foi o primeiro estabelecimento parisiense à ter lançado o processo da Agenda 21 escolar (começou em 2006 com a "seconde n°8").

## Personalidades
- André Sénik, professor de filosofia, ativista comunista
- Vincent Cassel, comediante
- Dany Brillant, cantor
- Ivan Béraud, ativista e responsavel sindical e associativo
- Oxmo Puccino, cantor de rap
- Nicolas Grellet, vice-campeão do mundo de Scrabble duplicate (1996) ; antigo professor de matemática do liceu Henri Bergson.
- Marthe Bretelle, campeão da France de lançamento de disco, peso e dardo na década de 1960; ex-professor de educação física da escola.